# Roman Karpaš
Roman Karpaš (* 30. října 1951 Liberec, Československo) je český publicista, historik, typograf, grafik a nakladatel.

## Život
Mezi roky 1969 a 1973 studoval na Karlově univerzitě, kde byli jeho učiteli Cyril Bouda či Karel Šmíd. V letech 1978–1983 stál v čele liberecké Malé výstavní síně. Od poloviny svého zdejšího působení navázal spolupráci se Severočeským nakladatelstvím, pro něž pracoval jako výtvarník. V závěru osmdesátých let 20. století, mezi roky 1988 a 1990 byl v tomto nakladatelství zaměstnán coby výtvarník a technický redaktor.
Ve své tvorbě se od osmdesátých let 20. století věnoval grafice. Vytvořená díla vystavoval jak autorsky, tak také na kolektivních výstavách, a to v Československu či později České republice, ale též v zahraničí (v Polsku a v Irsku). Věnuje se také vývoji tvorby pohlednic. Zjištění, k nimž dospěl, sepsal do knihy nazvané Pohlednice: historie lístků, které zmenšily svět. Ta tvoří základy tohoto sběratelského oboru. Další své knihy píše s tematikou Jizerských hor, Frýdlantska a Liberecka. Spolupracuje na nich i se svou manželkou Márií, pocházející ze Slovenska.